# Коммунар (Мордовия)
Коммунар — посёлок в Большеигнатовском районе Республике Мордовия России. Входит в состав Старочамзинского сельского поселения.

## История
Основан в 1919 году 23 семьями из сел Старое Чамзино, Старые Селищи и Чукалы, которые на бывших землях помещика А. Е. Березовского основали коммуну. Коммуна неоднократно подвергалась нападениям белогвардейцев. В память о погибщих коммунарах посёлок был назван Казнеевкой. По данным на 1924 год посёлок состоял из 36 дворов и входил в состав Моревского сельсовета. В 1940 году указом ПВС Мордовской АССР посёлок Казнеевка переименован в Коммунар.

## Население
| 2002 | 2010 |
| ---- | ---- |
| 10   | ↘9   |

Национальный состав
Согласно результатам Всероссийской переписи населения 2002 года, в национальной структуре населения мордва-эрзя составляли 90 %.

## Инфраструктура
Личное подсобное хозяйство.

## Транспорт
Населённый пункт доступен автомобильным транспортом по съезду с автодороги регионального значения «с. Большое Игнатово — с. Атяшево» (идентификационный номер 89 ОП РЗ 89 К-213-09).

## Источник
- Энциклопедия Мордовия, В. П. Ковшов, А. С. Тувин.
- Мордовия: Энциклопедия: в 2 тт. / Гл. ред. А. И. Сухарев; НИИ гуманитарных наук при Правительстве Республики Мордовия. — Саранск: Мордовское книжное издательство, 2003—2004. — 10 000 экз. — Т. 1: А — М. — 2003. — 570 с.